# Roa (Spagna)
Roa è un comune spagnolo di 2 262 abitanti situato nella comunità autonoma di Castiglia e León.
È chiamato anche Roa de Duero.